# Kontinentális Kína

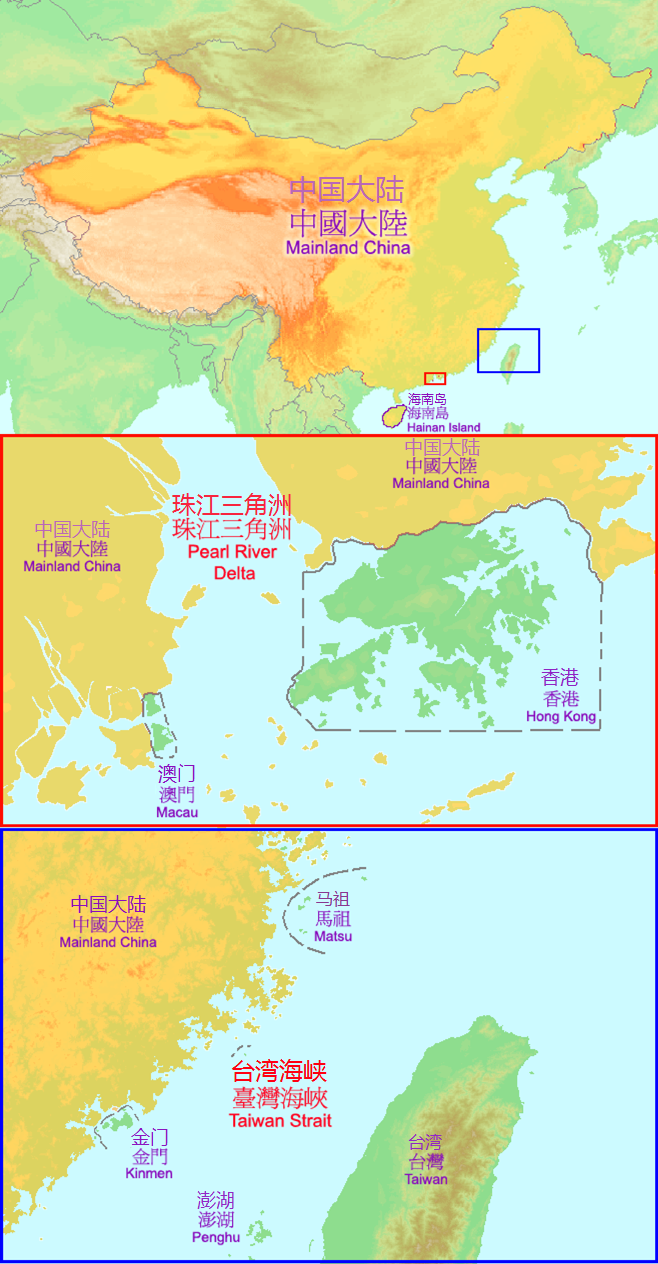
A szárazföldi Kína területe (a pirossal kiemelt területen látható Hongkong és tőle délnyugatra Makaó, a kékkel jelölt területen pedig Tajvan)

A kontinentális Kína vagy szárazföldi Kína geopolitikai kifejezés, mely a Kína fennhatósága alatt álló területekre vonatkozik. A kontinentális kínai területbe nem tartozik bele Tajvan, valamint Hongkong és Makaó különleges irányítású körzetei.

## Történelem
1949-re a Kínai Kommunista Párt hadereje legyőzte a Kuomintang által irányított Nemzeti Forradalmi Hadsereget a kínai polgárháborúban (1927-1936). Ez arra kényszerítette a Kuomintangot, hogy a kínai kormányt és intézményeit áthelyezze Tajvan viszonylagos biztonságos területére. Tajvan szigetét az 1945-ös japán támadás után engedték át Kínának. 1949. október 1-jén, a Kínai Népköztársaság létrejöttének idején a kommunista párt által alakított kormány az ország kizárólagos törvényes kormánya lett a Kínai Köztársaság ellenfeleként, amelynek hatalma jelenleg csak Tajvanra és még néhány szigetre terjed ki. Ez a helyzet azt eredményezte, hogy két Kína két kormánya versenyzett azért, hogy nemzetközi elismertséget szerezzen mint „kínai kormány”.
A kontinentális Kína elnevezés egy politikailag semleges kifejezéssé vált a kommunista párt által irányított területre, később pedig Kínára magára. Az 1970-es évek végéig mind Kína, mind a Kínai Köztársaság a másik katonai erőkkel való legyőzését tervezgette. Ezen időszak alatt a Kínai Köztársaság úgy utalt a Kínára, mint „kommunista banditákra” (共匪, Kung fej), míg Kína „Csang banditáiként” (蔣匪, Csiang fej) emlegette a Kínai Köztársaságot. Később, mivel a katonai megoldás egyre kevésbé volt valószínű, a Kínai Köztársaság „kommunista Kínaként” (中共, Csung kung) utalt Kínára. Az 1990-es évektől, Tajvan demokratizálásától fogva a kontinentális Kína kifejezés már nemcsak a kommunista párt fennhatósága alá tartozó területekre vonatkozik, hanem semleges elnevezésként utal Kína kormányára; ennek használata terjedt el a Kuomintangban is.
Hongkong és Makaó a Kína létrejöttekor fennálló különleges helyzetük folytán – mint külföldi országok gyarmatai – nem tartoznak a kontinentális Kína területébe. Miután a két ország visszakerült Kína fennhatósága alá 1997-ben (Hongkong), illetve 1999-ben (Makaó), megőrizték saját jogi, politikai és gazdasági rendszerüket. Ennek következtében a kontinentális Kína továbbra is különállóként kezeli a két területet, melynek oka az egy ország – két rendszer politika, amit a kínai kormány a különleges közigazgatási területekkel szemben alkalmaz.
Kelet-Ázsián kívül a kontinentális Kína elnevezés szinte csak földrajzi jelző, és nem hordoz semmilyen politikai tartalmat. Akkor használják, ha különbséget akarnak tenni a különleges közigazgatási területek és a szárazföld között. A „Kína” elnevezést jellemzően a kontinentális Kínára mint a teljes kínai országra alkalmazzák.